# マーサ・ジャネット・カニングハム
マーサ・ジャネット・カニングハム(Martha.Janet.Cunigham、1856年6月3日 - 1916年4月22日)は、カナダ出身の宣教師で、静岡英和女学院の初代校長。

## 来歴
- 1856年6月3日 - アイルランド移民の父ウィリアム・母マチルダの長女として、カナダのハリファックス市に生まれる[1]。
- 1887年
  - カナダメソジスト教会婦人ミッションより宣教師として日本に派遣される[1]。
  - 11月17日 - 静岡着任[1]。
  - 11月26日 - 静岡女学校(後の静岡英和女学院)開校。初代校長となる[1]。
- 1889年 - 静岡女学校校長を辞め、金沢への伝道に従事する[2]。
- 1893年9月 - 来静[3]。
- 1896年7月 - 静岡女学校第４代校長就任[3]。
- 1900年7月 - 静岡女学校第４代校長辞任[4]。
- 1901年7月 - 静岡女学校第６代校長就任[4]。
- 1907年4月 - 静岡英和女学校(静岡女学校から改名)第6代校長辞任。カナダへ帰国[5]。
- 1908年 - カナダのハリファックス市のYWCAに勤める[6]。
- 1913年 - カナダのスーセントマリーのオール・ピープルズ・ミッションで働く[6]。
- 1916年4月22日 - スーセントマリーで死去。